# Luci Seni
Luci Seni (en llatí Lucius Saenius) va ser un senador romà en temps de la conspiració de Catilina l'any 63 aC.
L'any 43 aC va ser proscrit pels triumvirs, però després li van restaurar els seus drets l'any 39 aC, junt amb Sext Pompeu.
Apareix com a cònsol sufecte l'any 30 aC, any de la conspiració de Marc Emili Lèpid que Mecenàs va descobrir. Appià diu que en aquell any hi havia un cònsol de nom Balbí, que no mencionen els Fasti, i el més probable és que el nom complet de Luci Seni fos Luci Seni Balbí. Tàcit diu que un senatusconsultum pel qual August va fer patrícies a algunes persones i es va atorgar un cinquè consolat, conegut com a Lex Saenia, va ser proposat per ell.